# Turystyka w Kazachstanie

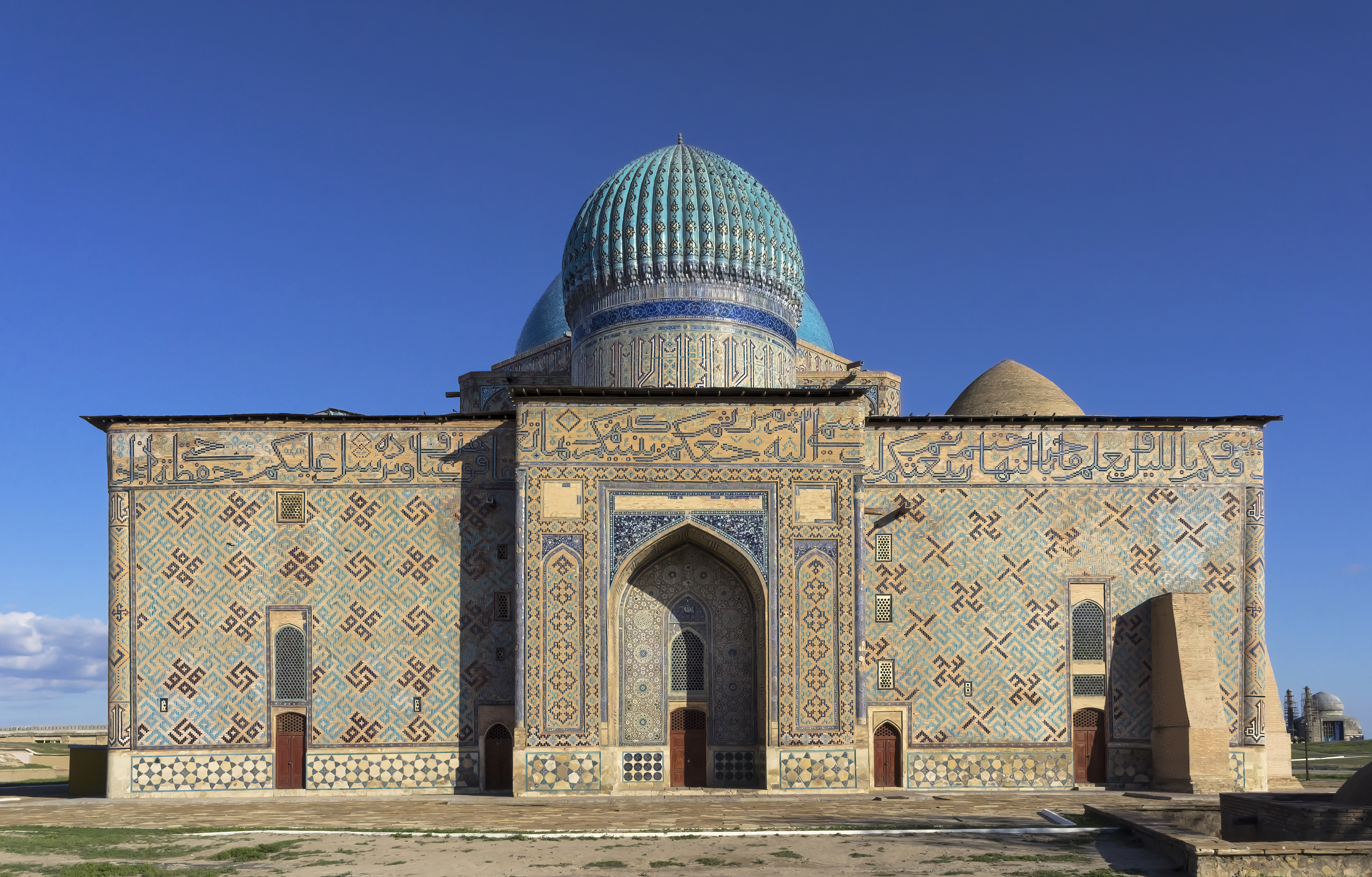
Widok na Mauzoleum Ahmeda Chodży Jesewi

Turystyka w Kazachstanie – jedna z gałęzi gospodarki Kazachstanu. W 2014 roku wpływy z turystyki stanowiły 0,3% PKB, lecz rząd planuje zwiększenie ich do poziomu 3% w 2020 roku.

## Charakterystyka turystyki
W 2000 roku Kazachstan odwiedziło 1,47 miliona zagranicznych turystów. W 2013 roku liczba wynosiła już 4,93 miliona. Minister spraw zagranicznych Kazachstanu, Jerżan Kazychanow, uznał, że jest to zasługa filmu Borat: Podpatrzone w Ameryce, aby Kazachstan rósł w siłę, a ludzie żyli dostatniej z 2006 roku. Turystyka w Kazachstanie jest uznawana za słabo rozwiniętą, mimo atrakcji takich jak wysokie góry, jeziora oraz krajobrazy stepowe i pustynne. Negatywnie oceniane są słabo rozwinięta infrastruktura, wysokie ceny i problemy z transportem, natomiast pozytywnie oceniany jest ośrodek narciarski Szymbułak.
W 2014 roku rząd Kazachstanu rozpoczął program rozwoju turystyki do 2020 roku. Zastosowano w nim podział państwa na pięć regionów: Astanę, Ałmaty oraz wschodnie, zachodnie i południowe obwody. Według rządowych szacunków około 1 miliona turystów ma odwiedzić w 2020 roku Park Narodowy Burabaj i miasto Szczuczyńsk. Planowane jest zainwestowanie w całym kraju 4 miliardów USD i utworzenie 300 tysięcy nowych miejsc pracy do 2020 roku.

## Polityka wizowa
15 lipca 2014 roku wszedł w życie program ruchu bezwizowego między Kazachstanem a dziesięcioma rozwiniętymi państwami w celu rozwoju turystyki. Obywatele tych państw mogą przebywać 15 dni bez wizy na terytorium Kazachstanu. W lipcu 2015 roku do listy dołączyło kolejne dziewięć państw. Są to:
| - Australia - Belgia - Finlandia - Francja - Hiszpania - Holandia - Japonia - Malezja - Monako - Niemcy | - Norwegia - Singapur - Stany Zjednoczone - Szwajcaria - Szwecja - Węgry - Wielka Brytania - Włochy - Zjednoczone Emiraty Arabskie |  |

System ma działać co najmniej do 31 grudnia 2017 roku.
1 stycznia 2017 zniesiono obowiązek wizowy dla kolejnych państw. Przy pobycie do 30 dni wizy nie potrzebują od tego dnia obywatele 45 państw (wszystkie państwa członkowskie OECD i Unii Europejskiej, a także Monako, ZEA, Malezja i Singapur).
Obywatele Armenii, Azerbejdżanu, Białorusi, Gruzji, Kirgistanu, Mołdawii, Mongolii, Rosji i Ukrainy mogą przebywać na terytorium Kazachstanu 90 dni bez wizy. Obywatele Argentyny, Korei Południowej, Tadżykistanu, Turkmenistanu i Uzbekistanu mogą przebywać na terytorium Kazachstanu 30 dni bez wizy.

## Atrakcje turystyczne
Na terenie Kazachstanu znajdują się cztery obiekty wpisane na listę światowego dziedzictwa UNESCO. Na liście obiektów kulturowych znajdują się Mauzoleum Ahmeda Chodży Jesewi, Petroglify w krajobrazie archeologicznym Tamgały, Szlaki Jedwabne: system szlaków korytarza Chang’an-Tianshan, a na liście obiektów przyrodniczych znajduje się Saryarka: step i jeziora północnego Kazachstanu. Na tymczasową listę wpisano 13 obiektów, m.in. Park Narodowy „Ałtynemel”.

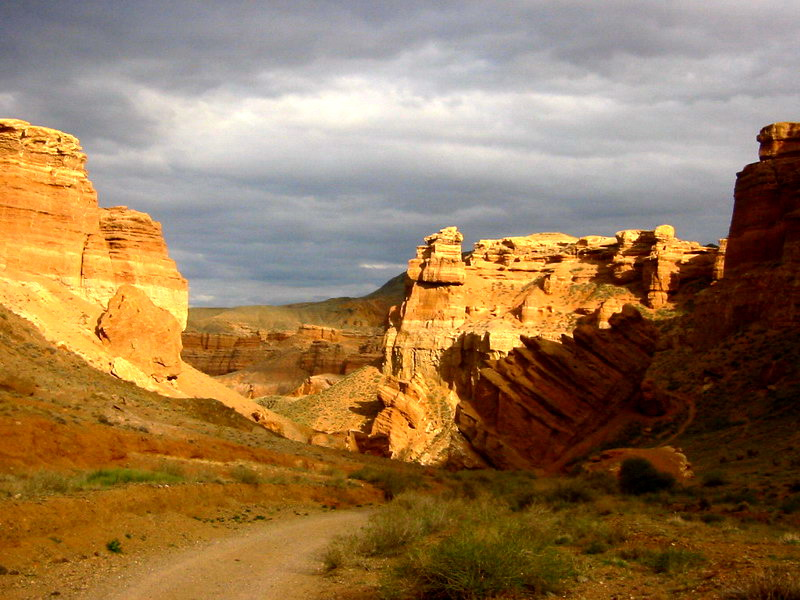
Kanion Szaryński
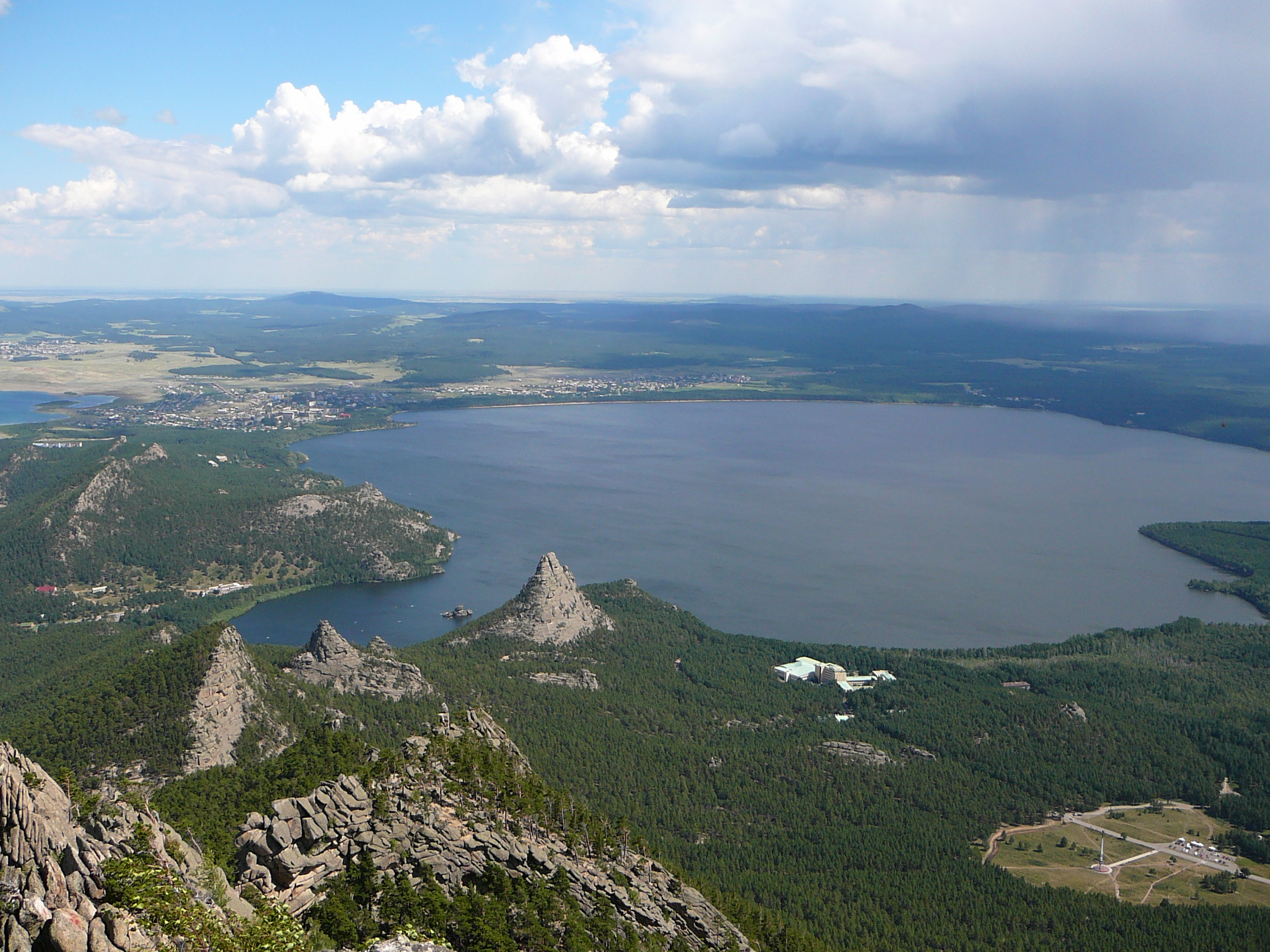
Park Narodowy Burabaj
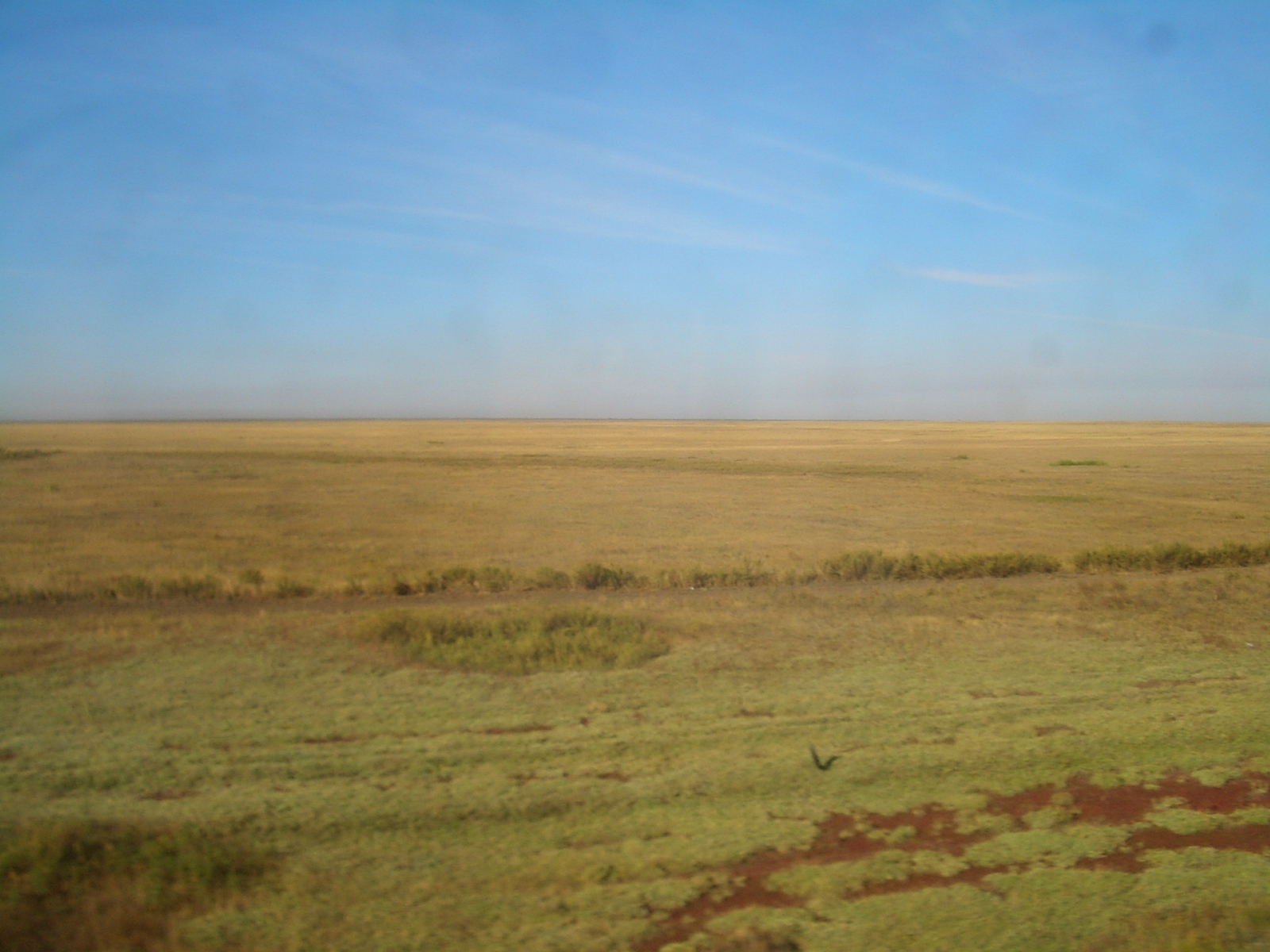
Saryarka
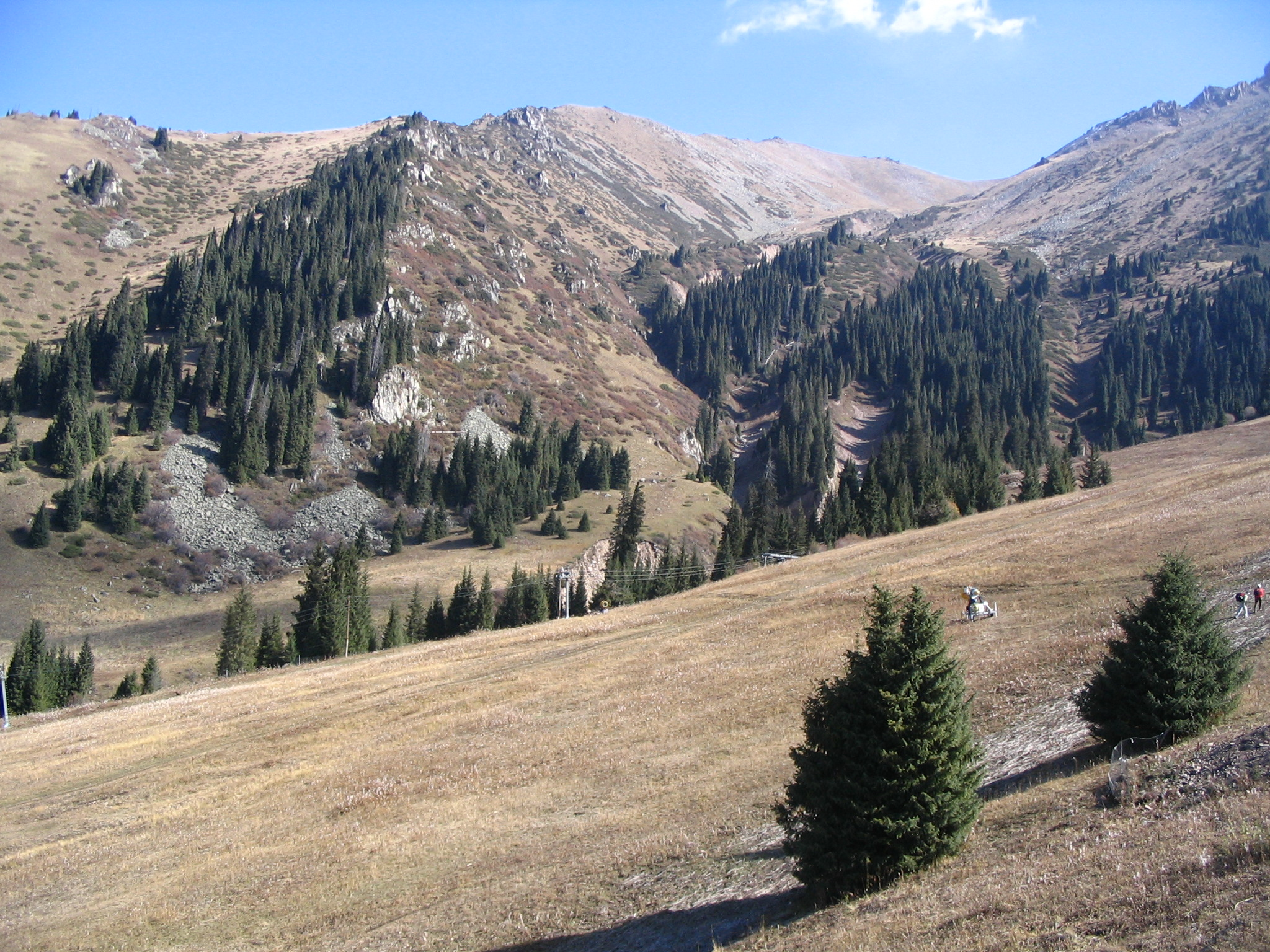
Szymbułak
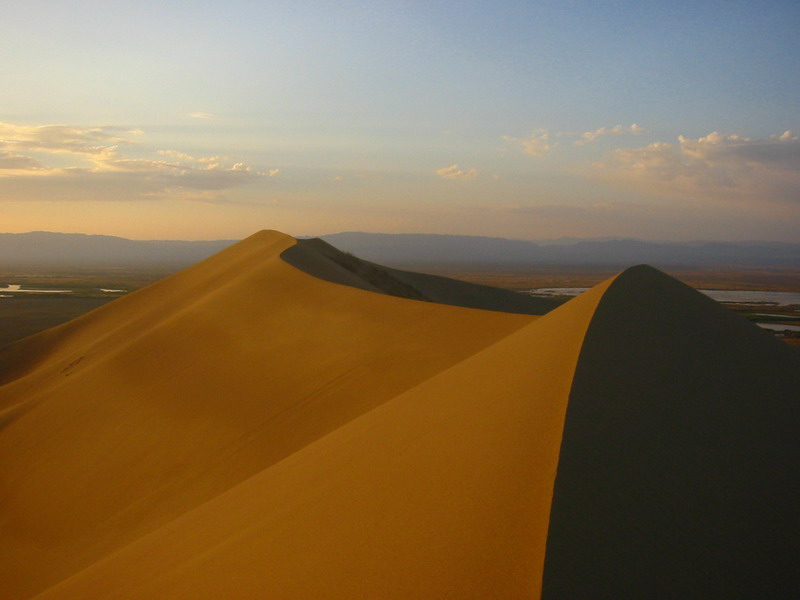
Park Narodowy „Ałtynemel”